# 현모양처
현모양처(賢母良妻)는 일본의 교육자인 나카무라 마사나오가 1875년에 창안한 단어이다. 임신과 출산을 여성의 의무로 간주했다. 이 단어와 유사한 사고관은 중국에서도 존재했던 것으로 보인다. 국제 교류 속에서 중국과 한국으로 퍼져나갔다. 조선시대 한국에 존재했던 여성의 덕목인 열녀효부는 현모양처와 약간의 차이가 있었는데 결국 열녀효부라는 단어는 잊혀지게되고 현모양처로 대체된다. 슬기로운 어머니이자 좋은 아내라는 뜻이다. 하지만 성별을 차별하지 말자고 주장하는 여성들은 이에 대해 불만을 표하기도 했다. 대표적으로 불만을 표한 여성으로는 나혜석(1896년 ~ 1948년)이 있다.

## 같이 보기
- 자녀, 부엌, 교회(Kinder, Küche, Kirche): 독일의 옛 여성관
- 맨발과 임신(Barefoot and pregnant):영어권의 옛 여성관
- 열녀효부
- 신 현모양처
- 신사임당